# Mare Tranquillitatis

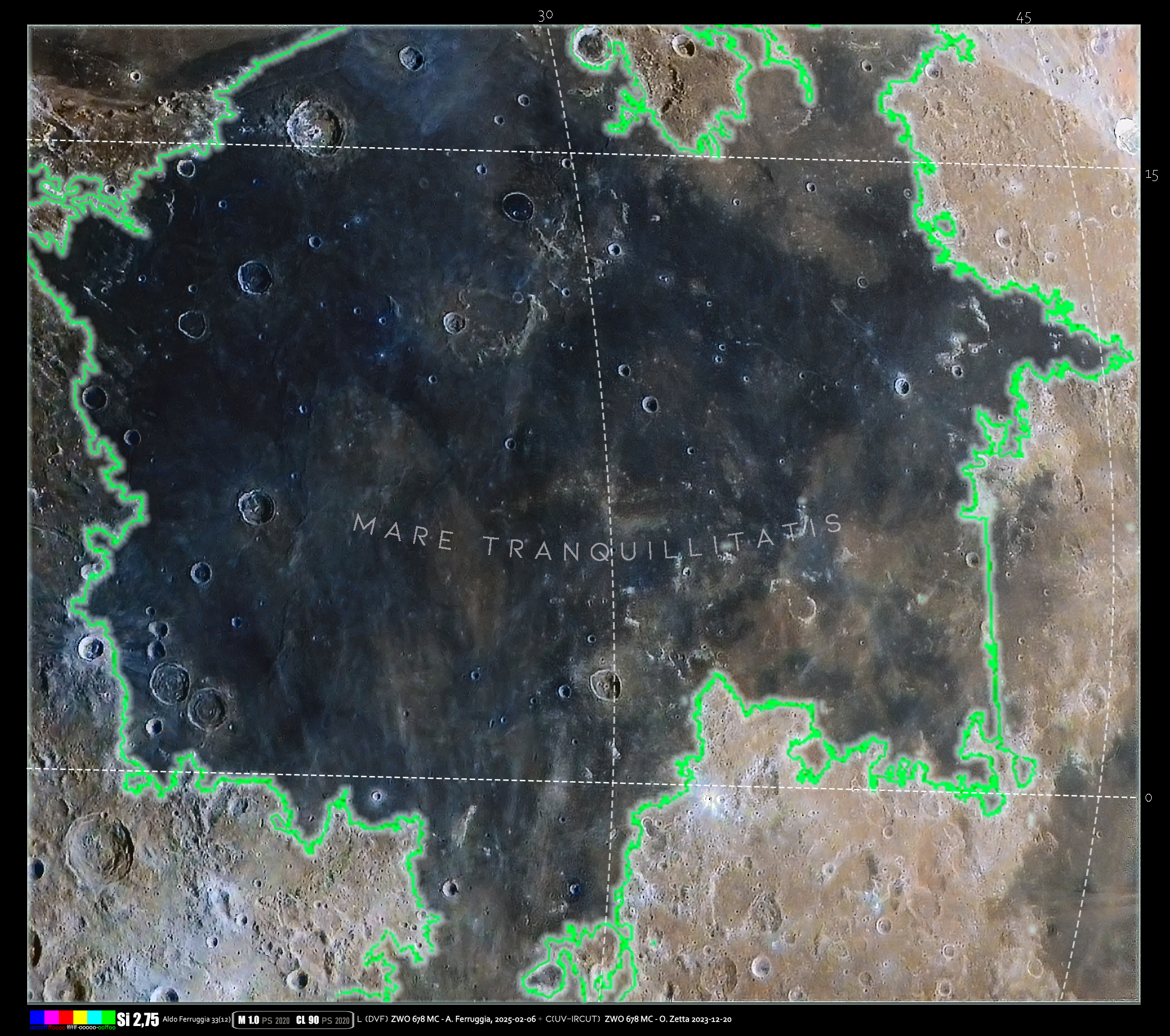
Área de Mare Tranquillitatis en formato selenocromatico

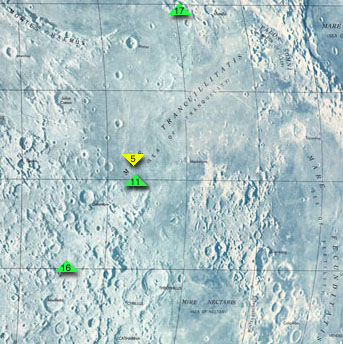
Mapa del Mar de la Tranquilidad, mostrando los lugares de aterrizaje del Apolo 11, Apolo 17, Apolo 16 y Surveyor 5.

El Mar de la Tranquilidad (en latín: Mare Tranquillitatis) es un extenso mar lunar donde el 20 de julio de 1969 descendió el módulo lunar de la nave Apolo 11, con los astronautas Edwin Buzz Aldrin y Neil Armstrong, siendo este último la primera persona en pisar la superficie lunar, mientras que Michael Collins se quedó orbitando la Luna en el módulo de mando. 
El lugar concreto del primer alunizaje se conoce como Base Tranquilidad. Su elección se debió a que el lugar era amplio y relativamente llano, por lo que era apropiado para que la nave se pudiera posar.

## Origen del nombre
El primer astrónomo en asignar un nombre a este mar lunar fue Michael van Langren, flamenco al servicio de Felipe IV de España, en su Lumina Austriaca Philippica de 1645. Van Langren lo llamó "Mare Belgicum", uno de los nombres clásicos del Mar del Norte. Johannes Hevelius, en su mapa lunar de 1647, lo llamó "Pontus Euxinus", nombre clásico del Mar Negro.
El nombre de "Mare Tranquillitatis" fue otorgado en 1651 por los astrónomos jesuitas Francesco Grimaldi y Giovanni Battista Riccioli en su Almagestum novum, y es el que ha perdurado hasta hoy.

## Cultura popular
El Mare Tranquillitatis ha sido referenciado en la literatura, el cine y la televisión. Se le nombra en las novelas The Tranquillity Alternative (1996) de Allen Steele y Sea of Tranquility (2022) de Emily St. John Mandel. El álbum musical Tranquility Base Hotel & Casino (2018) de la banda inglesa Arctic Monkeys, hace alusión a un posible hotel ubicado en este lugar. De igual manera la serie de televisión surcoreana emitida en Netflix Mar de la tranquilidad toma su nombre de este lugar.